# 帆船時代
帆船時代是指16世纪中期（或15世纪中期） 到19世纪中期，帆船在全球贸易、遠洋航行和战争中佔據主导地位的時代。  此時的遠洋航行標誌性事件有鄭和下西洋和地理大發現。軍事方面標誌性事件有勒班陀戰役。 隨著蒸汽船的崛起，帆船逐漸被蒸汽船取代。